# Giacomo Olzer
Giacomo Olzer (Rovereto, 14 de abril de 2001) es un futbolista profesional italiano que juega de centrocampista en el Delfino Pescara 1936 de la Serie B.

## Trayectoria
Giacomo Olzer hizo su debut profesional con el A. C. Milan el 12 de enero de 2021 en el partido de octavos de final de la Copa Italia contra el Torino.
El 9 de julio de 2021, el Milan anunció que había llegado a un acuerdo con el Brescia para el traspaso de Olzer manteniendo la opción de recompra. El trato también se coordinó con el intercambio de la ficha del jugador Sandro Tonali.

## Estadísticas
Actualizado al último partido disputado el 16 de septiembre de 2023.
| Club                    | Div.          | Liga          | Liga  | Liga  | Copas Nacionales | Copas Nacionales | Copas Internacionales | Copas Internacionales | Total | Total |
| Club                    | Div.          | Temporada     | Part. | Goles | Part.            | Goles            | Part.                 | Goles                 | Part. | Goles |
| ----------------------- | ------------- | ------------- | ----- | ----- | ---------------- | ---------------- | --------------------- | --------------------- | ----- | ----- |
| A.C. Milan · Italia     | 1.ª           | 2020-21       | 0     | 0     | 1                | 0                | 0                     | 0                     | 1     | 0     |
| A.C. Milan · Italia     | Total club    | Total club    | 0     | 0     | 1                | 0                | 0                     | 0                     | 1     | 0     |
| Brescia Calcio · Italia | 2.ª           | 2021-22       | 4     | 0     | 0                | 0                | —                     | —                     | 4     | 0     |
| Brescia Calcio · Italia | 2.ª           | 2022-23       | 15    | 2     | 1                | 0                | —                     | —                     | 16    | 2     |
| Brescia Calcio · Italia | 2.ª           | 2023-24       | 1     | 0     | 0                | 0                | —                     | —                     | 1     | 0     |
| Total carrera           | Total carrera | Total carrera | 20    | 2     | 2                | 0                | 0                     | 0                     | 22    | 2     |